# Jean Bonnot (chevalier)
Pour les articles homonymes, voir Jean Bonnot (homonymie) et Bonnot.
Ne doit pas être confondu avec Jean Bonnot de Cormaillon.

Lettre de naturalité Valburg de Vander Aa, femme de Jean Bonnot

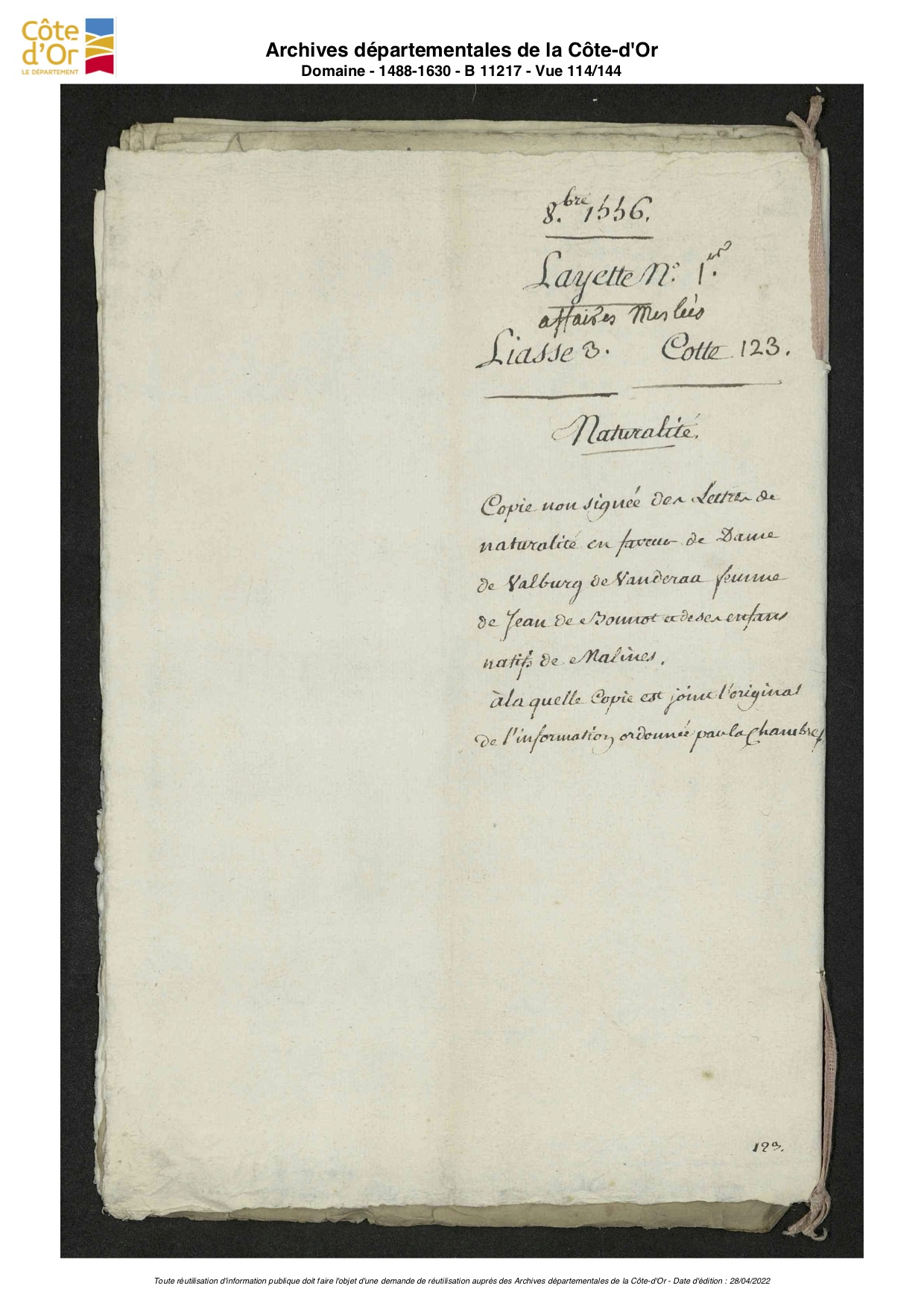
Lettre de naturalisation accordées par le Roi Charles VIII aux enfants et à la femme de Jean Bonnot, seigneur de Cormaillon

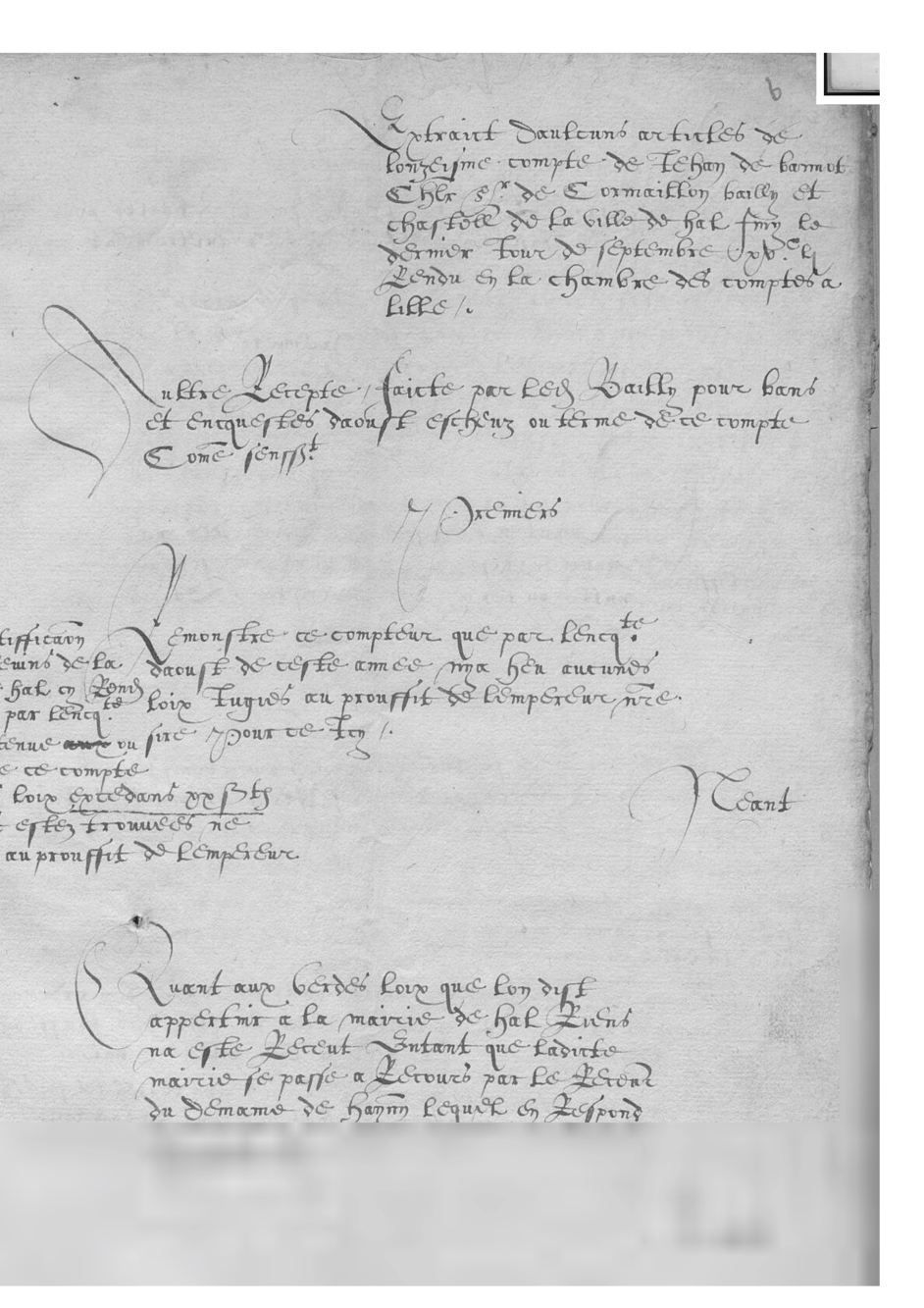
Extrait des comptes de la ville de Hal, Jehan Bonnot, chevalier, seigneur de Cormaillon. Bailly et chapelain de la ville de Hal.

Jean Bonnot, seigneur de Cormaillon, né vers 1503 à Dijon enterre à l'abbaye de Chastion , est un officier au service de Marguerite d'Autriche, Charles Quint et Marie de Hongrie aux Pays-Bas. Il effectue pour leur compte plusieurs missions diplomatiques et dirige en partie la construction, du monastère de Brou.

## Biographie

### Famille
Jean Bonnot, ou Jehan de Bonnot, est le fils de Jean II Bonnot, qualifié de chevalier et capitaine d'Arc-en-Barrois , conseiller de Marguerite de Bavière, duchesse de Bourgogne et de Marie de Vivonne, (par son pére Jean de Vivonne descendant de Frédéric I de Hohenstaufen et béatrice I de Bourgogne). Il est l'arrière-petit-fils de Jean Bonnot, maître des comptes des ducs-comtes de Bourgogne. Il est au service de l'archiduchesse Marguerite d'Autriche comme Ecuyer tranchant puis, après la mort de cette dernière, de la reine douairière Marie d'Autriche, comme Maréchal général des Logis,.
Seigneur de Cormaillon et de Chasselambert, il achète la charge de bailli d'épée, de la ville de Hal en Hainaut, qu'il occupe du 24 octobre 1540 au 1er octobre 1557.
Il épouse Walburg vander Aa (fille de Jean vander Aa, chevalier, seigneur de Schiplaeken, bourgmestre de Malines, mort en 1522, et de Barbe Keremans, morte en 1549 et fille de Philippe et Marguerite Radevoverts) issue d'une ancien famille de la noblesse des Pays-Bas.
Issue de la petite noblesse comtoise, sa famille a reçu le fief Vaivre, près de Poligny des mains de Othon IV de Bourgogne en 1295.
Il réside avec sa famille auprès de la cour de la régente à Malines, puis à Bruxelles.

### Missions diplomatiques
Il effectue plusieurs missions pour le compte de l'empereur,et de la régente Marguerite d'Autriche.
Il est député vers l’archevêque de Trèves et le marquis de Bade en 1522 : " pour aucunes matières et affaires secretz touchant les affaires de l'Empereur". L'année suivante, il se rend auprès du Pape et du collège des cardinaux à Rome, puis auprès du vice-roi de Naples: " leur dire et déclarer aucunes choses qui touchoient grandement les affaires des païs et subgetz de  l'Empereur de par deçà ".
En 1528, il porte également à Charles Quint, alors en Espagne, la nouvelle de la trève d'Hampton Court entre les Pays-Bas, l'Angleterre et la France.
En récompense de son service, il obtient l'affranchissement du droit d'aubaine de la part de Charles Quint.

### Invasion des Pays-Bas et fuite
En 1542, les Pays-Bas sont envahis par les Gueldrois d'un côté, et les Français d'un autre. Le maréchal gueldrois Martin van Rossem se présente devant Anvers et Louvain. Le 11 octobre 1542, le bailli Bonnot, le mayeur et les échevins de la ville de Hal emportent à Bruxelles le trésor de l'église de Notre-Dame de Hal pour y être fondu. Le tout fut remis en or et argent à l'Empereur pour l'effort de guerre.
En 1544, il résigne ses fonctions de capitaine-gouverneur du château de Grimont, près de Poligny (Jura) et est remplacé par Christophe de Villey.

### Construction de l'église du monastère Brou
En 1548, Jean Bonnot,arriva à Brou, Il avait reçu la mission de venir sur les lieux pour activer les ouvrages qui restaient à faire. La correspondance des exécuteurs testamentaires de Marguerite d'Autriche avec ces religieux nous apprend que Jean Bonnot apporta de Flandres le modèle en relief du monument de Brou, et se fit accompagner de deux ouvriers flamands, un maçon et un plombier qui remédièrent enfin à l'imperfection des premiers travaux. C'est aussi lui qui donna le bénitier en marbre noir que l'on voit à droite en entrant dans l'église par le grand portail. Le maître tailleur de pierre qui fut chargé de ce travail était de Bonneville, au pays de Faucigny, et se nommait Nicolas Ducré[pertinence contestée].
Dans une lettre datée de 1548, Jean Bonnot demande des explications aux religieux de Brou sur les dépenses de 2 582 florins et sur les travaux qui semblent être trop lents. De juin à octobre 1548, Jean Bonnot fait un compte-rendu aux exécuteurs testamentaire de l'archiduchesse sur les travaux exécutés à Brou pendant l'été 1548.
Lors du transfert du corps de l'archiduchesse d'Autriche de Bruges à Brou, Jean Bonnot fait partie des quatorze gentilshommes d'escorte.

## Armoiries
Les armes de la famille Bonnot sont connues depuis Richard Bonnot.
Elles sont : d'azur, au chevron d'or, accompagné en chef de deux Jean d'argent, et en pointe un troisième de même.

## Enfants et descendances
Il a une fille, Agnès Bonnot, avec Jeanne Van Hoochistraete. Agnès épousera François Van Der Rive. Légitimation par l'empereur Charle V en 1547.
Il épouse en secondes noces, Walburg vander Aa,, fille de Jean van der Aa et de Barbe Keremans.
Jean Bonnot et Walburg vander Aa sont les parents de cinq enfants :
- Jean Bonnot, seigneur de Cormaillon (Heer van Cormaillon), banni de la ville de Breda[53] après l'affaire du Compromis des Nobles[54]. Il épouse Henriette des Barres. Le 17 août 1568, la sentence de bannissement est prononcée par le conseil des Troubles : « Vue par Monseigneur le duc d'Albe, marquis de Coria, etc., lieutenant gouverneur et capitaine général pour le Roi […] contre Jehan seigneur de Cormaillon, filz de feu le Seigneur de Cormaillon en son vivant bailly de la Ville de Laulx et damoiselle surnommée de Barres, sa femme auparavant vefve de feu de Zuylen, […] tous les dessus nomméz avoir hanté les nouvelle preches des sectaires et oultre ce ledict Cormaillon esté du nombre des gentilzhommes confédéeéz ayant signé le séditieulx compromis cause de tous les maulx et troubles passéz et luy et sa femme esté grand fauteurs desdicts sectaires et faict ou laissé precher et ladicte damoiselle esté la première entre les femmes qui avait tenue la cène calvinistique ; tout deux en leur maison y avoit chambre de consistoire ».[55]. À la suite de ce bannissement, il s'installe avec sa femme à Dole chez son frère Etienne.

- Hélène, épouse Johan Junius de Jonghe, seigneur de Roerheym, au service du prince-électeur de Paltz[56]. Parents de Leonora Maria Junius de Jonghe, épouse de Jean François de la Salle, Alexander Fredrik Junius de Jonghe (seigneur de Roerheym).
- Étienne Bonnot, après des études de droit à Dole (comme son frère Jean), s'établit dans cette même ville, comme procureur au parlement de Dole[57] et épouse Marguerite Faveret. Ils auront six enfants dont Jean-Etienne, lui aussi procureur au parlement, père de Étienne Bonnot[58] vicomte-mayeur de Dole de 1663 à 1672.
- Barbe Bonnot, épouse Blaise de La Tremoille, seigneur Nan Sous Thil[59].
- Jacqueline, épouse Otto van Hovell et en secondes noces Gabriel de Damas[60]. Mère de Guillaume Frederick Van Hovell, Elisabeth de Hovell, Pierre de Damas, Anne d'Armstorff, Charles de Damas (seigneur de Chasselambert), Benigne de Damas et Roger de Balathier.